# Greatest Hits (Red Hot Chili Peppers)
Greatest Hits je kompilacija najvećih hitova američkog rock sastava Red Hot Chili Peppers. 
Album sadrži hitove s prijašnja četiri albuma, Blood Sugar Sex Magik, One Hot Minute, Californication i By the Way. Na albumu su se našla i dva nova singla, Fortune Faded i Save the Population. Uz album izdan je i DVD sa 16 spotova. 

## Popis pjesama
Sve pjesme su produciralo Kiedis, Frusciante, Flea i Smith, osim gdje je drugačije navedeno.
1. Under the Bridge – 4:35 (s albuma Blood Sugar Sex Magik)
2. Give It Away – 4:47 (s albuma Blood Sugar Sex Magik)
3. Californication – 5:32 (s albuma Californication)
4. Scar Tissue – 3:38 (s albuma Californication)
5. Soul to Squeeze – 4:52 (sa soundtracka za film Čunjoglavci)
6. Otherside – 4:17 (s albuma Californication)
7. Suck My Kiss – 3:38 (s albuma Blood Sugar Sex Magik)
8. By the Way – 3:38 (s albuma By the Way)
9. Parallel Universe – 4:31 (s albuma Californication)
10. Breaking the Girl – 4:57 (s albuma Blood Sugar Sex Magik)
11. My Friends – 4:11 (s albuma One Hot Minute) (Kiedis/Flea/Navarro/Smith)
12. Higher Ground – 3:24 (s albuma Mother's Milk) (Stevie Wonder)
13. Universally Speaking – 4:19 (s albuma By the Way)
14. Road Trippin – 3:28 (from the album Californication)
15. Fortune Faded – 3:23
16. "Save the Population" – 4:07

### DVD
1. Higher Ground (s albuma Mother's Milk)
2. Suck My Kiss (s albuma Blood Sugar Sex Magik)
3. Give It Away (s albumaBlood Sugar Sex Magik)
4. Under the Bridge (s albuma Blood Sugar Sex Magik)
5. Soul to Squeeze (sa sondtracka za film Čunjoglavci)
6. Aeroplane (s albuma One Hot Minute)
7. My Friends (studijska verzija) (s albuma One Hot Minute)
8. Around the World (s albuma Californication)
9. Scar Tissue (s albuma Californication)
10. Otherside (s albuma Californication)
11. Californication (s albuma Californication)
12. Road Trippin' (s albuma Californication)
13. By the Way (s albuma By the Way)
14. The Zephyr Song (s albuma By the Way)
15. Can't Stop (s albuma By the Way)
16. Universally Speaking (s albuma By the Way)